# Ulversö
Ulversö är en by i Föglö kommun på Åland med 18 invånare (2023). Den ligger i den del av kommunen som kallas Vargskär och hörde fram till 2006 till Föglö församling, därefter till Ålands södra skärgårdsförsamling.

## Geografi
Ulversö gränsar mot byarna Överö i väster, Bänö i öster och Jyddö i söder samt mot Mosshaga i Sottunga i norr. Bebyggelsen ligger på ön Ulversö, som genom landhöjningen har växt samman med grannön Överö.
Till byn hör omgivande vatten i norr, öster och söder samt ett antal holmar och skär (se lista längre ner).
Ulversö har förbindelse med övriga Föglö via en vägbank till grannön Jyddö och sedan med Embarsundsfärjan över Embarsundsleden.

## Historia
Liksom resten av Ålands skärgård befolkades Ulversö under medeltiden. Om den äldre historien vet vi inte mer än vad ortnamnet avslöjar: att ön en gång i tiden togs i besittning av en person med namnet Ulvar.
Byn nämns första gången i 1530-talet skatteböcker. Då fanns två bönder: Olof Hemmingsson och Olof Persson. Byn fortsatte att ha två gårdar också under följande sekler.
Den första kartan över Ulversö upprättades 1776–77. Lantmätaren Johan Strömborg ger en utförlig beskrivning av böndernas villkor. De var mångsysslare som bedrev jordbruk och boskapsskötsel, fiskade strömming och fjällfisk, tillverkade tegel samt ägnade sig husbehovshandel, postforsling och skötsel av farleder. De ägde varsin skuta och hade också varsin väderkvarn att mala på till husbehov.

### Osttillverkning
Något som inte nämns på kartan, men som bönderna säkert också ägnade sig åt, var tillverkning av ost. Det var en specialitet i Föglö och särskilt i Vargskär och i Småsottunga. När Weckström sammanställde sitt geografiska lexikon i början av 1850-talet noterade han om Ulversö: ”Här tillverkas ost.”
Den så kallade Ålandsosten, berömd på sin tid, tillverkades mestadels i Föglö. Åboprofessorn Per Adrian Gadd skrev 1759 att den ”täflar ofta med mången Parmesanost om företrädet”, medan geografen och lantbrukaren Eric Tuneld var lite mer återhållsam och konstaterade 1773 att osten från Åland var en av de bästa som tillverkades i Sverige.

### Befolkningsutveckling
| Befolkningsutvecklingen i Ulversö 1970–2020 | Befolkningsutvecklingen i Ulversö 1970–2020 | Befolkningsutvecklingen i Ulversö 1970–2020 | Befolkningsutvecklingen i Ulversö 1970–2020 | Befolkningsutvecklingen i Ulversö 1970–2020 |
| ------------------------------------------- | ------------------------------------------- | ------------------------------------------- | ------------------------------------------- | ------------------------------------------- |
|                                             |                                             |                                             |                                             |                                             |
| År                                          |                                             |                                             | Folkmängd                                   |                                             |
| 1970                                        | 1970                                        |                                             | 22                                          |                                             |
| 1980                                        | 1980                                        |                                             | 21                                          |                                             |
| 1990                                        | 1990                                        |                                             | 19                                          |                                             |
| 2000                                        | 2000                                        |                                             | 15                                          |                                             |
| 2010                                        | 2010                                        |                                             | 22                                          |                                             |
| 2020                                        | 2020                                        |                                             | 18                                          |                                             |
|                                             |                                             |                                             |                                             |                                             |

## Hemmanen
Det har funnits två hemman i Ulversö. I jordeböckerna ges de omkring 1730 nummer (1–2). Från 1830 är de också antecknade med namn. 
- 1, Pellas, ett skattehemman. Gårdsnamnet är förhållandevis ungt och syftar på bonden Petter Olofsson (1775–1829). I folkmun har gården länge kallats Västergård, som kan förmodas vara gårdens äldre namn. På den äldsta kartan över Ulversö, upprättad 1776, ligger Pellas i väster och Andersas i öster, ungefär som i dag.[9]

- 2, Andersas, ett skattehemman. Gårdsnamnet är  förhållandevis ungt och syftar på någon av de landbönder som brukade gården i början av 1800-talet, sannolikt Anders Strömbäck (1765–1818) eller dennes son som också hette Anders Strömbäck (född 1796). I folkmun har gården länge kallats Trobergs efter en senare bonde, Jakob Troberg (1814–1885). Gårdens äldre namn har möjligen varit Östergård, eftersom granngården verkar ha hetat Västergård.[10]

## Holmar och skär
Bland större holmar och skär som hör till byn Ulversö märks:
- Kvarteskär (visa på karta), 11,4 hektar, största längd 500 meter, har genom landhöjningen växt samman med ett litet skär kallat Boknobba.

- Stora Brandholm (visa på karta), 9,8 hektar, största längd 500 meter, har genom landhöjningen växt samman med Lilla Brandholm.

- Äskholm (visa på karta), största längd 500 meter, har genom landhöjningen växt samman i söder med Ulversö hemland i söder och i norr med Långholm som hör till grannbyn Överö.